# Mürzstegské Alpy
Mürzstegské Alpy je pohoří řadící se do skupiny Severních vápencových Alp, ležící ve spolkových zemích Dolní Rakousko a Štýrsko v Rakousku. Svým charakterem holých travnatých samostatných masivů připomíná slovenskou Malou Fatru.

## Geologie
Dominantním stavebním prvkem je vápenec, který na mnoha místech vystupuje napovrch. V některých místech se nachází i dolomit vytvořený v triasu.

## Poloha
Pohoří je vymezeno údolím řeky Salza na severu masivu, na východě odděluje Mürzstegské Alpy od sousední skupiny Rax řeka Schwarza. Na jihu tvoří hranici velké údolí řeky Mur.

## Členění
Celé pohoří se skládá z několika samostatných celků. Nejvyšší partie hledejme ve skupině Veitsch Alpe (Hohe Veitsch, 1 981 m), tvořící protáhlý hřeben na východním okraji pohoří. Dalším horským celkem je Göllergruppe (Göller, 1 766 m), který tvoří se sousedním vrcholem Gippel (1 699 m) částečně skalnatý hřeben v blízkosti známého poutního města Mariazell. Poslední horskou skupinou Mürzstegských Alp je náhorní plošina Schneealpe (Windberg, 1 903 m), která přímo navazuje na sousední pohoří Rax.

## Horské chaty
Zde jsou uvedeny významné horské chaty pohoří :
- Graf-Meran-Haus   (ÖTK, 1 836 m, v masivu Veitsch Alpe)
- Schneealpenhaus   (Alpenverein, 1 788 m, pod vrcholem Schauerkogel / Schneealpe)
- Hinteralmhaus   (Alpenverein, 1 450 m, na severní straně masivu Schneealpe)
- Kutatschhütte   (1 700 m, stále otevřený bivak ve vlastnictví Alpenverein v masivu Schneealpe)
- Lurgbauerhütte   (soukromá, 1 764 m, v masivu Schneealpe)
- Michlbauerhütte   (soukromá, 1 744 m, v masivu Schneealpe)
- Tonionhütte   (ve vlastnictví Spolku přátel přírody, 1 487 m, pod vrcholem Tonion)
- Kaarlhütte   (soukromá, 1 310 m, západně od města Mürzzuschlag)

## Významné vrcholy

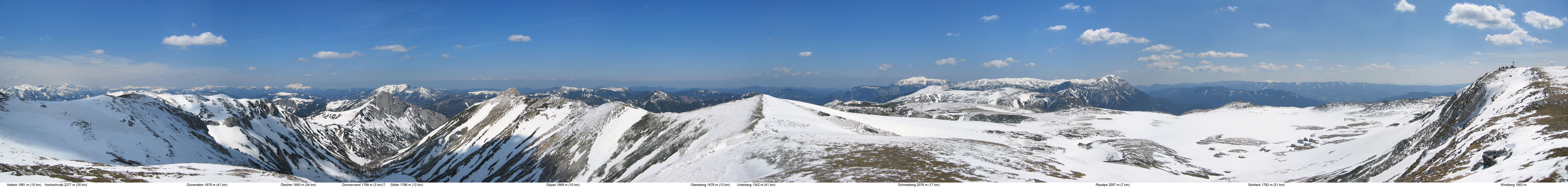
Panorama Schneealpe

- Hohe Veitsch (1 981 m)
- Windberg (1 903 m)
- Schönhaltereck (1 860 m)
- Ameißbichl (1 828 m)
- Donnerwand (1 799 m)
- Göller (1 766 m)
- Rauschkogel (1 720 m)
- Tonion (1 699 m)
- Gippel (1 699 m)
- Hohes Waxenegg (1 647 m)